# Buckhorn Springs
Buckhorn Springs az Amerikai Egyesült Államok északnyugati részén, Oregon állam Jackson megyéjében, az Oregon Route 66 közelében elhelyezkedő önkormányzat nélküli település.
A helyi források hideg, magas szénsavtartalmú vizükről ismertek. James C. Tolman az 1890-es években Tolman Springs néven hotelt nyitott, majd egy következő tulajdonos Buckhorn Lodge néven vadászmenedéket üzemeltetett. 1998-ban Buckhorn Springs Retreat Center néven üdülő nyílt.
A 38 hektáros forrás 1989-ben bekerült a történelmi helyek jegyzékébe.

## Fordítás
- Ez a szócikk részben vagy egészben  a   Buckhorn Springs, Oregon című angol Wikipédia-szócikk ezen változatának fordításán alapul.  Az eredeti cikk szerkesztőit annak laptörténete sorolja fel. Ez a jelzés csupán a megfogalmazás eredetét és a szerzői jogokat jelzi, nem szolgál a cikkben szereplő információk forrásmegjelöléseként.